# Le Roi de la bagarre
Le Roi de la bagarre est le second album publié dans la série Donjon Zénith de la saga Donjon, numéroté 2, dessiné par Lewis Trondheim, écrit par Lewis Trondheim et Joann Sfar, mis en couleur par Walter et publié en octobre 1998.

## Résumé
À la suite de son retour triomphal (voir Cœur de canard), Herbert de Vaucanson est assigné à la surveillance du château par le gardien, mais il n'est aucunement doué pour le combat. Le Gardien décide alors de l'envoyer apprendre les arts martiaux auprès du Maitre de Marvin, à Zautamauxime. Débute alors un apprentissage long et difficile.